# Георг Филип Телеман
Георг Филип Телеман (Магдебург, 14. март 1681 — Хамбург, 25. јун 1767) је био немачки барокни композитор, оргуљаш и капелмајстор. Користио је анаграмски псеудоним Меланте.
Живео је у исто време као и Јохан Себастијан Бах, и тада је био познатији од њега. Био је дугогодишњи Хендлов пријатељ. Написао је преко 3600 дела и по томе је један од најпродуктивнијих композитора у историји. Аутор је преко 40 опера, 145 кантата, 15 миса, 40 пасија, 6 ораторијума и више од 600 концертних дела.